# Robbert Schilder
Robbert Schilder (* 18. April 1986 in Amstelveen) ist ein niederländischer Fußballspieler, der beim SC Cambuur in der Eerste Divisie spielt.

## Karriere

### Verein
Robbert Schilder startete seine Profikarriere als Fußballer in der Saison 2005/06 beim niederländischen Topclub Ajax Amsterdam. Dort kam er in seiner ersten Profisaison allerdings nur auf vier Einsätze. Für die Saison 2006/07 wurde er an den Erstligarivalen Heracles Almelo ausgeliehen. Dort erspielte er sich einen Stammplatz und konnte auch sein erstes Pflichtspieltor als Profi erzielen. Für die Saison 2007/08 kehrte Schilder zu Ajax zurück, blieb mit nur sechs Einsätzen und einem Tor aber hinter den Erwartungen zurück, weshalb er für die Rückrunde erneut an Heracles verliehen wurde. Im Sommer 2009 wechselte der Defensivspieler zu NAC Breda. Von 2012 bis 2016 spielte er für den FC Twente Enschede.
Zur Saison 2016/2017 wechselte er zum Zweitligisten SC Cambuur, für den er bis 2019 im Einsatz war. Dann ging es eine Liga abwärts, zum AFC Amsterdam.

### Nationalmannschaft
2007 wurde Schilder von U-21-Nationaltrainer Foppe de Haan in den Kader der U-21-Auswahl der Niederlande berufen, die bei der U-21-Europameisterschaft 2007 um den Sieg spielen sollte. Die Jong Oranje erreichte das Finale und sicherte sich nach 2006 zum zweiten Mal den Pokal. Schilder kam dabei allerdings nicht über die Rolle des Zuschauers hinweg und blieb ohne Einsatz während des gesamten Turniers. 2009 wurde er in den Kader der U-21-Nationalmannschaft für das Turnier von Toulon berufen.

## Erfolge
Ajax Amsterdam
- KNVB-Pokal: 2006
- Johan-Cruyff-Schaal: 2006

Nationalmannschaft
- U-21-Europameister: 2007